# 诺夫哥罗德卡村委员会
诺夫哥罗德卡村委员会（俄语：Новгородский сельсовет）是俄罗斯联邦阿穆尔州斯沃博德内区所属的一个村委员会。其下辖有3个居民点，行政中心为诺夫哥罗德卡。据2016年统计，该村委员会的人口为1187人。